# Tjipollino
Tjipollino (russisk: Чиполлино) er en sovjetisk spillefilm fra 1972 af Tamara Lisitsian.

## Medvirkende
- Gianni Rodari
- Aleksandr Jelistratov som Tjipollino
- Vladimir Basov som Lemon
- Rina Zeljonaya som Cherry
- Aleksandra Panova
- Anatolij Kubatskij